# Lissonota quadrata
Lissonota quadrata là một loài tò vò trong họ Ichneumonidae.